# Липатов, Василий Николаевич
Васи́лий Николаевич Липатов (10 января 1897 года, Раненбург — 17 февраля 1965 года, Ленинград) — советский композитор и пианист.

## Биография
Родился в семье регента, выпускника Рязанской духовной семинарии Николая Андреевича Липатова. В юном возрасте успешно обучается игре на фортепиано, поёт в церковном хоре.
По окончании Данковского духовного училища, по отцовскому примеру поступил в Рязанскую духовную семинарию.
В 1914 года Василий Липатов поступил на юридический факультет Московского университета, но был призван в армию в связи с началом Первой мировой войны. После обучения в Одесской школе прапорщиков — на фронте.
В 1918—1922 годах — командир взвода в Красной Армии, участник Гражданской войны.
В 1922 году поступил в Ленинградскую консерваторию, обучался в классе композиции М. О. Штейнберга и в классе фортепиано.
Весной 1924 года в Петрограде состоялось знакомство Липатова с Сергеем Есениным после одного из публичных выступлений поэта.
Консерваторию окончил в 1927 году по классу фортепиано профессора Н. И. Рихтера.
Преподавал в музыкальных школах Ленинграда, был аккомпаниатором в различных музыкальных учреждениях. В 1942—1945 годах — сотрудник Эстрадбюро и Областного отделения искусств в Кирове.
Похоронен в Ленинграде на Северном кладбище.

## Произведения
Писал музыку на стихи С. Есенина: «Клён ты мой опавший», «Письмо матери», «Пой же, пой!», «Прощай, моя голубка», «Не криви улыбку», «Цветы мне говорят», «Несказанное, синее, нежное». Создатель фортепианно-вокального реквиема в 10-ти частях «Соловьиная кровь» на слова и памяти Сергея Есенина: «Есть одна хорошая песня у соловушки», «Не криви улыбку», «Клен ты мой опавший», «Пой же, пой!», «Корабли плывут в Константинополь», «Письмо матери», «Несказанное, синее, нежное», «Прощай, моя голубка», «Цветы мне говорят — прощай» и «До свиданья, друг мой, до свиданья».
В. Н. Липатов — автор песен и музыки к драматическим спектаклям («Молодая гвардия», «Где-то в Москве», «Осада Лейдена»), песен «Коптилка» на слова И. Эренбурга, «Ласточка моя» и «Сирень» на слова Н. Глейзарова.
Кроме того, он автор сочинений для гуслей и оркестра народных инструментов, балалайки, для голоса и фортепиано.